# Stazione di Perfugas
La stazione di Perfugas è una stazione ferroviaria situata nel comune di Perfugas lungo la ferrovia Sassari-Tempio-Palau, dal 1997 utilizzata esclusivamente nell'ambito del servizio turistico del Trenino Verde.

## Storia

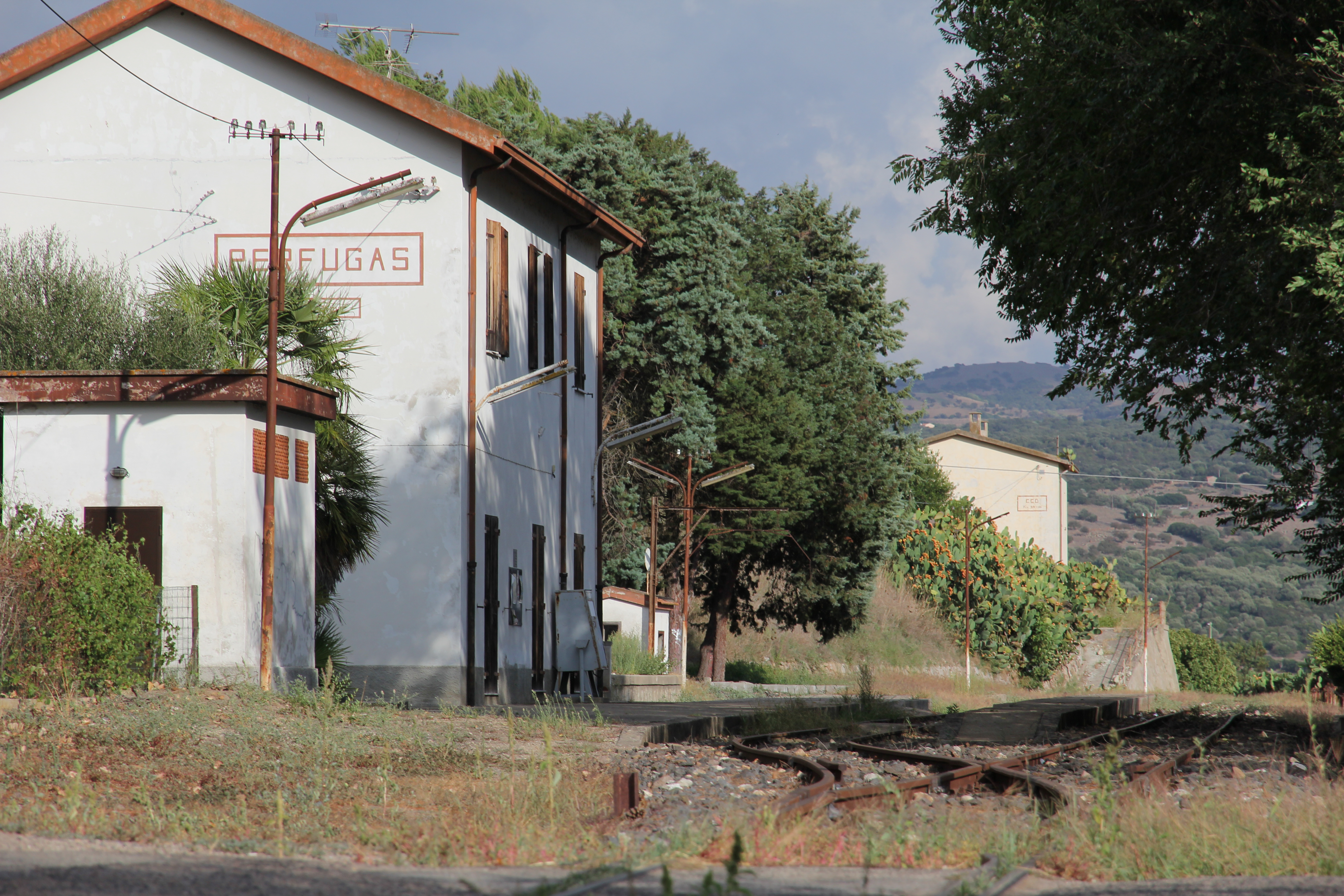
L'impianto dal giugno 1997 è utilizzato esclusivamente per fini turistici

La nascita della stazione di Perfugas è inquadrata nell'ambito della realizzazione, tra la fine degli anni venti e i primi dei trenta del secolo scorso, di una ferrovia a scartamento ridotto per il collegamento di Sassari con Palau, passando per l'abitato di Tempio Pausania.
La linea venne progettata e realizzata dalle Ferrovie Settentrionali Sarde che inaugurarono il primo tronco di ferrovia, compreso questo impianto, il 16 novembre 1931. Due anni dopo la gestione di stazione e ferrovia passò alla Strade Ferrate Sarde, a cui subentrò nel 1989 la gestione governativa delle Ferrovie della Sardegna.
Durante questa gestione lo scalo di Perfugas perse importanza a causa della riorganizzazione del sistema dei trasporti pubblici in Sardegna che portò, fra le altre cose, alla chiusura della tratta Nulvi-Palau e conseguentemente alla soppressione dello scalo che, dal 16 giugno 1997, viene utilizzato esclusivamente a scopo turistico soprattutto nel periodo estivo, nell'ambito del servizio Trenino Verde dell'ARST, quest'ultima dal 2010 gestore unico della linea.

## Strutture e impianti

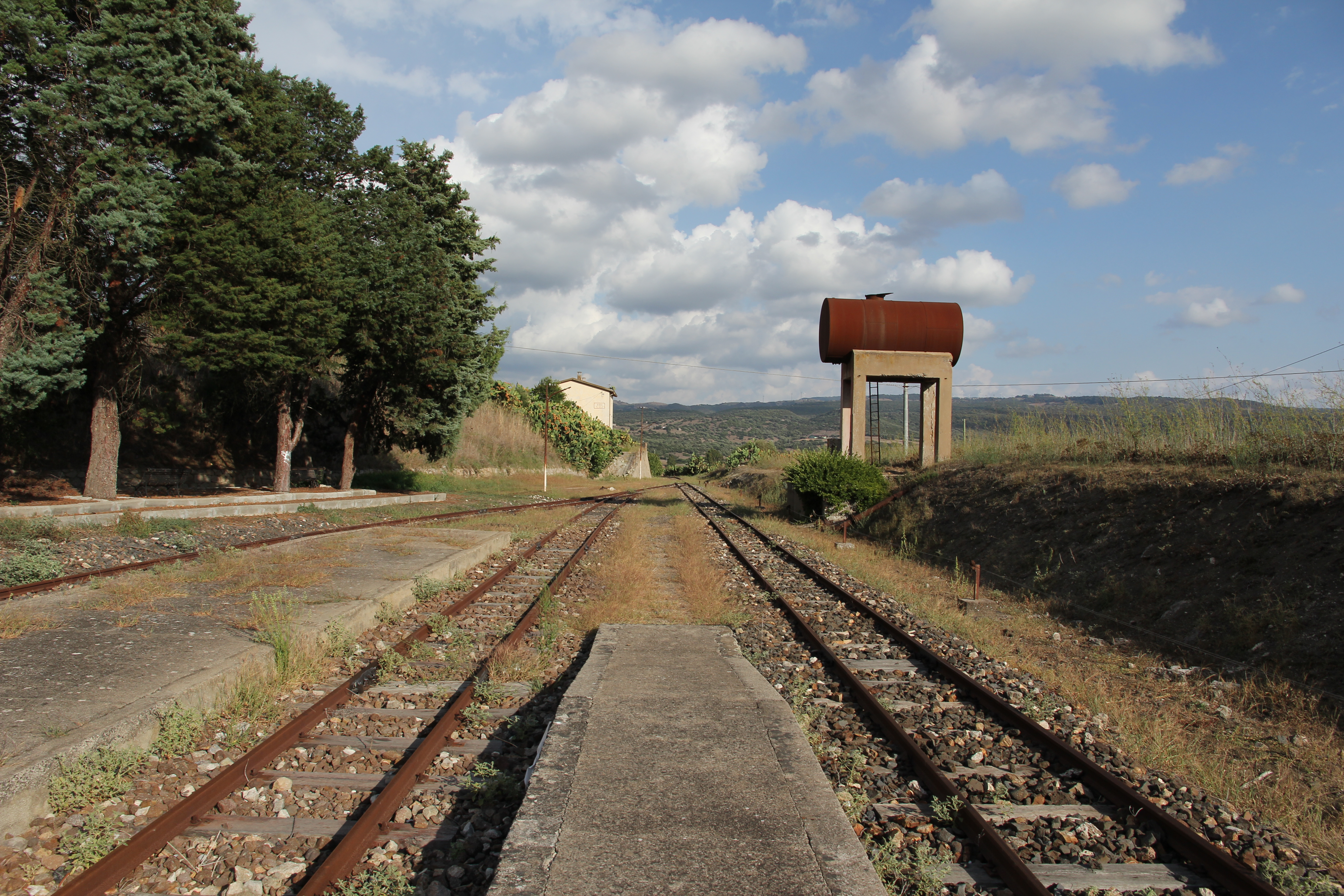
I binari dello scalo in direzione Palau: da sinistra il tronchino merci, il binario di incrocio e quello di corsa; visibile anche il rifornitore idrico

Lo scalo è ubicato a sud dall'abitato di Perfugas, nel prolungamento di via Circonvallazione, e ad un centinaio di metri dalla Settentrionale Sarda, la più antica via di collegamento del nord Sardegna e principale arteria di collegamento tra Sassari e Tempio Pausania sino all'entrata in esercizio della direttissima 672. La stazione dista 59 km da Sassari e 91,2 da Palau Marina e si trova ad un'altezza di 472 metri s.l.m.
L'infrastruttura presenta due binari a scartamento da 950 mm dotati ognuno di propria banchina, di cui il secondo di corsa ed il primo passante; da quest'ultimo nella parte est della stazione in direzione Sassari si dirama un tronchino che conduce al dismesso scalo merci dell'impianto ed al relativo piano caricatore.

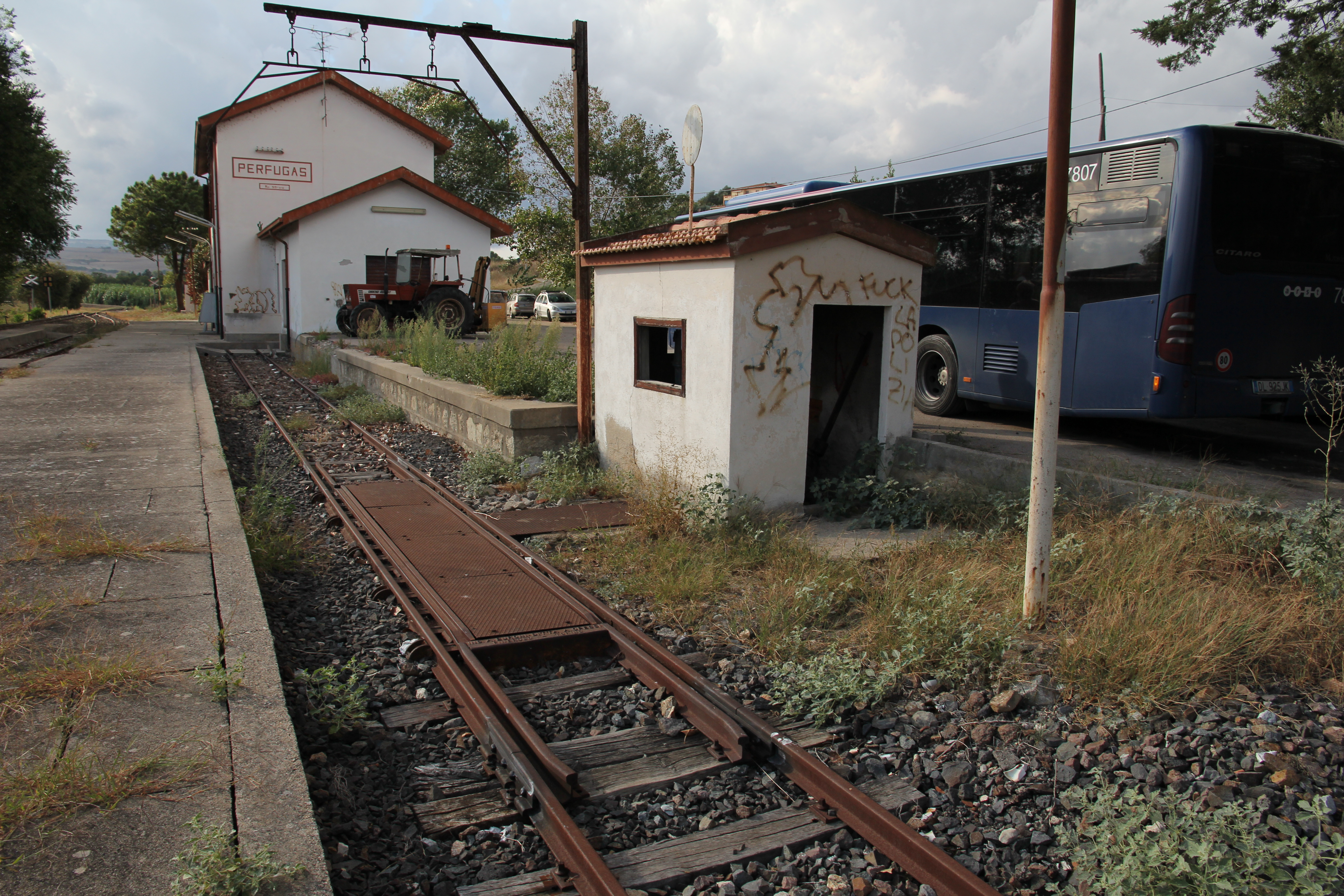
L'ex area merci, con in primo piano la sagoma limite e la pesa carri sul binario tronco col limitrofo locale per il personale addetto a tale operazione

Dal punto di vista dei locali l'impianto è dotato di un fabbricato viaggiatori a pianta rettangolare, sviluppato su due piani e dotato di tre accessi sui lati maggiori; nonostante non presenziato, è considerato in un buon stato di conservazione. Peculiarità dell'edificio rispetto agli altri scali realizzati dalle FSS è la mancanza nella facciata di elementi architettonici di abbellimento, presenti invece negli analoghi fabbricati viaggiatori di seconda classe della linea che sono arricchiti da archi e cornici in mattoncini rossi che contornano gli infissi e circoscrivono l'edificio in tutto il perimetro.

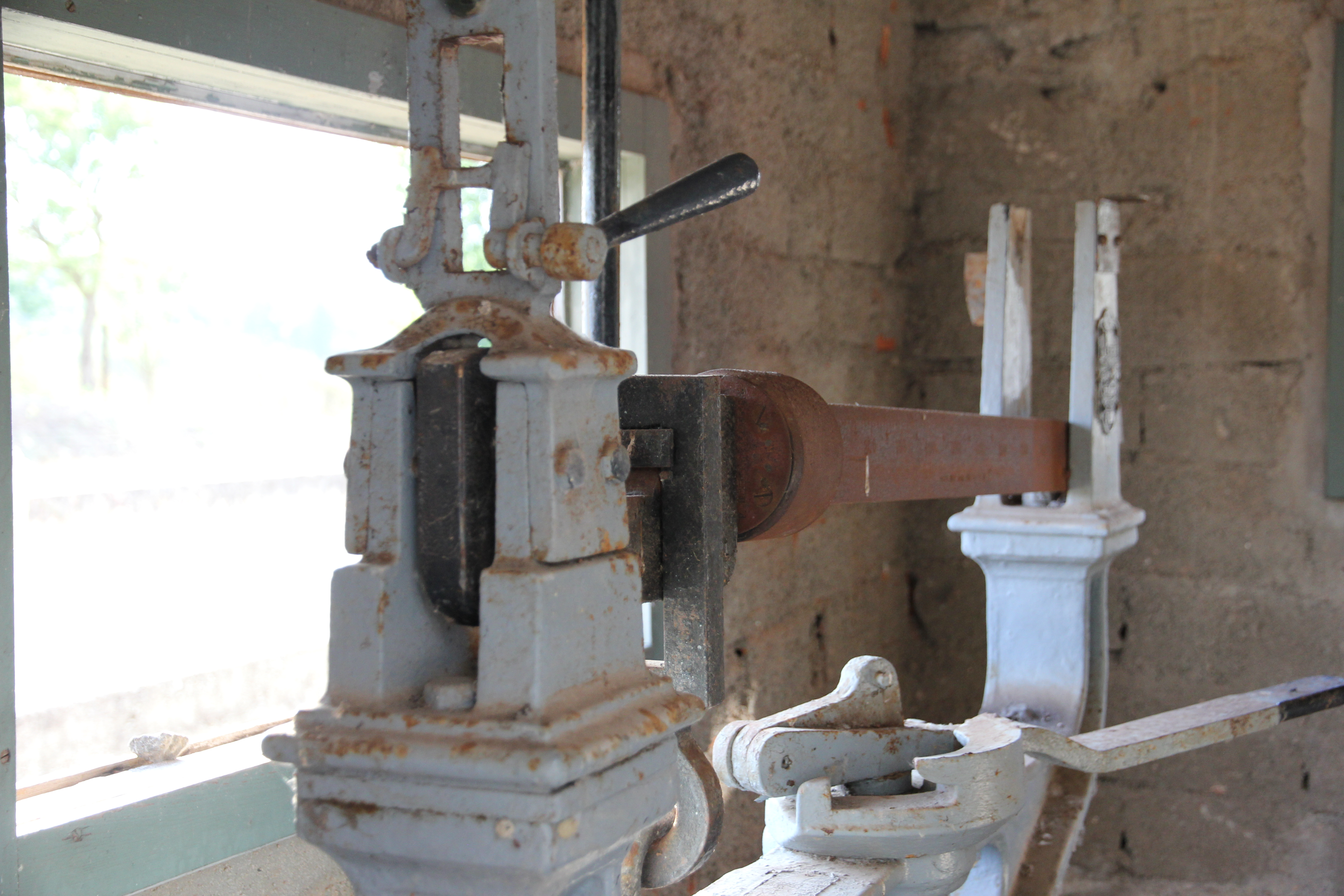
Dettaglio della bilancia della pesa carri, ancora installata nell'impianto

Leggermente arretrato rispetto alla facciata del fabbricato viaggiatori e ad esso attiguo si trova, sul lato Tempio Pausania, il magazzino merci servito dal tronchino d'accesso ed attiguo al piano caricatore, presenti nell'impianto nonostante la cessazione del servizio sulla linea durante la gestione FdS. Lo scalo merci comprende inoltre una sagoma limite e una pesa carri con il relativo locale di servizio per il personale. Il piazzale per i mezzi gommati dello scalo merci è utilizzato inoltre come area parcheggio degli autobus dell’ARST, le cui autolinee non servono però la stazione.
Nell'area est dello scalo sono inoltre situati un rifornitore idrico a cisterna e, ad un centinaio di metri all'altezza degli scambi lato Tempio Pausania dell'impianto, una ex casa cantoniera. Sul lato opposto in direzione Laerru è invece situato il locale ospitante i servizi igienici, mentre poco più avanti è presente una garitta per il personale atto al controllo di un limitrofo passaggio a livello.

## Movimento

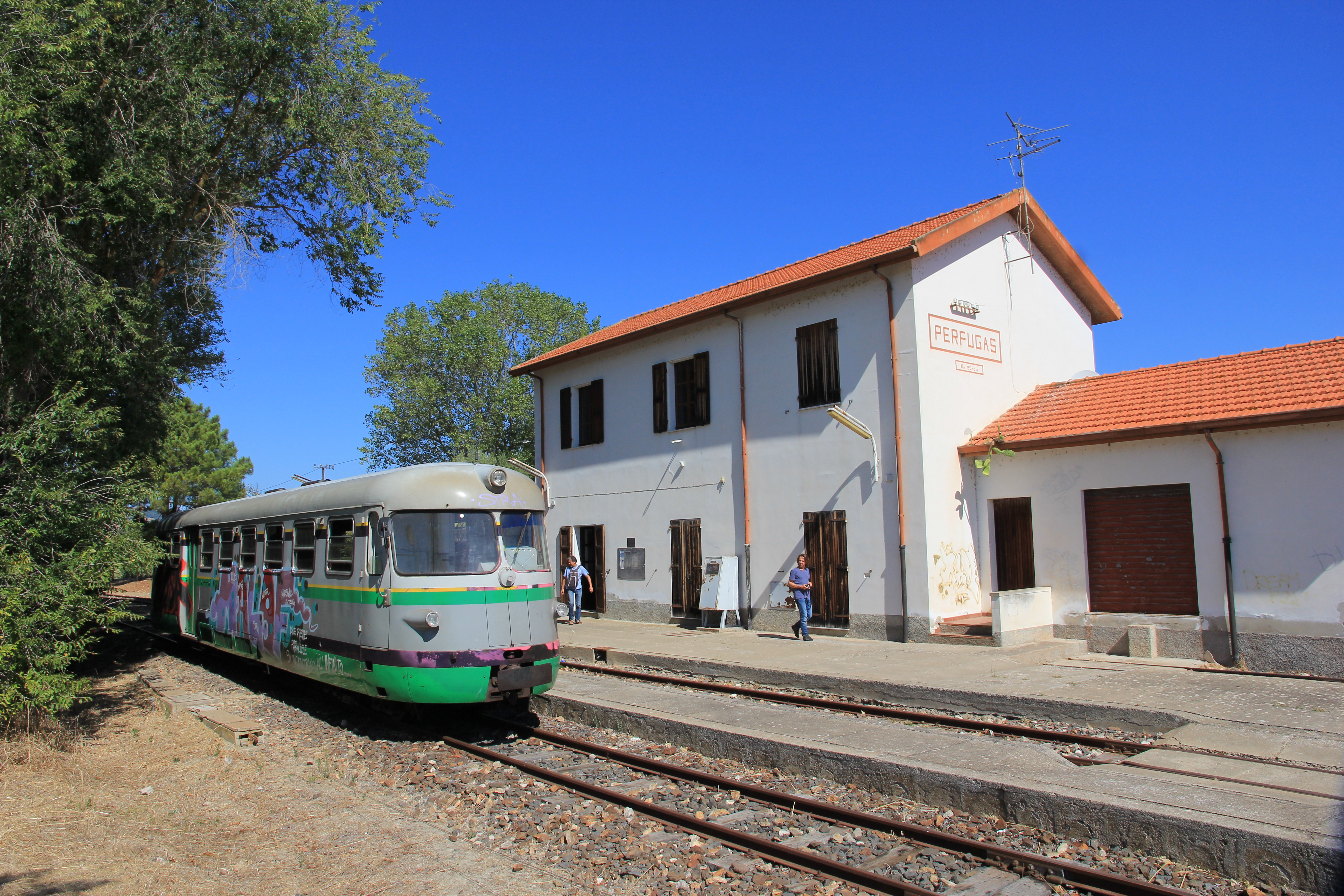
ADm ARST in sosta nello scalo: la stazione riceve treni soprattutto nel periodo estivo, quando viene attivata una serie di relazioni a calendario lungo la ferrovia

Sino al giugno 1997, anno in cui venne soppresso il trasporto pubblico su rotaia nel tratto Nulvi-Palau, la stazione veniva servita dai treni regionali espletati dalle diverse concessionarie delle linee a scartamento ridotto del nord Sardegna, ultima delle quali la Ferrovie della Sardegna.
Da allora lo scalo di Perfugas è stato interessato all'esclusivo traffico turistico dei convogli del Trenino Verde, sia quelli viaggianti ad hoc su richiesta di gruppi di turisti, che quelli a calendario: per questi ultimi con riferimento al 2014 la stazione è raggiunta durante il periodo estivo da una coppia di corse tra Sassari e Palau Marina per due giorni alla settimana. Al di fuori di questo periodo lo scalo è utilizzato solo sporadicamente da treni programmati in particolari occasioni.

## Servizi
Come detto la stazione è dotata di servizi igienici e di una sala d'attesa, tuttavia dato l'impresenziamento dell'impianto tali servizi non sono di norma accessibili all'utenza.
- Sala d'attesa
- Servizi igienici